# Cladonia parvipes
Cladonia parvipes är en lavart som först beskrevs av Vain., och fick sitt nu gällande namn av S. Stenroos. Cladonia parvipes ingår i släktet Cladonia och familjen Cladoniaceae.   Inga underarter finns listade i Catalogue of Life.